# Freycinetia subulata
Freycinetia subulata är en enhjärtbladig växtart som beskrevs av Huynh. Freycinetia subulata ingår i släktet Freycinetia och familjen Pandanaceae.
Artens utbredningsområde är Nya Kaledonien. Inga underarter finns listade.